# Wilsberg: Der Mann am Fenster
Der Mann am Fenster ist die 26. Folge der Fernsehfilmreihe Wilsberg. Der Film basiert auf der Wilsberg-Figur von Jürgen Kehrer. Die Erstausstrahlung erfolgte am 11. April 2009 im ZDF. Regie führte Reinhard Münster, das Drehbuch schrieb Sönke Lars Neuwöhner.

## Handlung
Privatdetektiv Georg Wilsberg muss diesmal seinem besten Freund Ekki helfen. Jemand hat mit dessen Wagen eine junge Frau angefahren und nun wird Ekki beschuldigt. Da er an dem bewussten Abend zusammen mit Wilsberg, Alex und ihrem Mandanten Manuel mit viel Alkohol den ersten gewonnenen Prozess gefeiert hat, können sich weder er noch Wilsberg an etwas erinnern.
Wilsberg versucht Ekkis Unschuld zu beweisen und sieht sich am Unfallort um. Er trifft überraschend auf seinen alten Schulkameraden Klas Teunissen, der dort wohnt und den Unfall gesehen haben könnte, das aber zunächst abstreitet. Erst als Wilsberg sich erneut mit ihm unterhält, kann er bestätigen, dass Ekki mit Sicherheit nicht der Fahrer war. Wilsberg kommen starke Zweifel an Teunissens Erinnerung und er hält es aufgrund einiger Indizien für möglich, dass er selber Ekkis Wagen gefahren hat. 
Wilsberg hält es nicht für Zufall, dass Teunissen genau gegenüber von Gordon Haller, dem Freund der Verunglückten, eine Wohnung bezogen hat. Als Haller plötzlich verschwindet, ist Wilsberg davon überzeugt, dass Teunissen dahintersteckt. Er findet heraus, dass dessen Sohn Daniel vor einiger Zeit im Irak ums Leben kam, als er dort für das Unternehmen Haller arbeitete. Wilsberg versucht, den Entführten ausfindig zu machen, was ihm zwar gelingt; er gerät aber dadurch in die Gewalt von Teunissen und seinem Freund Stefan Wehnert. Teunissen geht es jedoch nicht um das inzwischen von Gordons Vater gezahlte Lösegeld, sondern nur um Rache: Sohn gegen Sohn, denn er macht Hallers Vater für den Tod seines Kindes verantwortlich. Kommissarin Springer wird inzwischen von Lennart Haller über das Verschwinden seines Sohnes informiert und kann ihn und Wilsberg befreien. Teunissen und Wehnert werden festgenommen.
Während Wilsberg nach dem entführten Haller sucht, findet Alex zufällig heraus, dass sich ihr Mandant Manuel während ihrer gemeinsamen Feier heimlich Ekkis Autoschlüssel nahm. Zusammen mit seiner Freundin, die dann am Steuer saß, waren beide unter Alkoholeinfluss auf dem Heimweg, als es plötzlich zu dem Unfall mit Babette Behrendt kam. So muss Manuel sich erneut vor Gericht verantworten.

## Hintergrund
Die Dreharbeiten erfolgten vom 26. März bis zum 30. Mai 2008 in Köln und Münster.
Der Mann am Fenster erschien zusammen mit der Folge Das Jubiläum von Polarfilm auf DVD.
Der Running Gag „Bielefeld“ verweist in dieser Folge in Minute 55 und 73 auf die Freundin von Klas Teunissen (Jörg Schüttauf), die derzeit in Bielefeld wohnt.
Zum Abspann ist der U2-Song „One“ in der Coverversion von Johnny Cash aus dem Jahr 2004 zu hören.

## Kritik
Tilmann P. Gangloff wertete für tittelbach.tv positiv und meinte, Der Mann am Fenster „ist ein wendungsreicher Krimi, der zwischenzeitlich – ungewöhnlich für ‚Wilsberg‘ – mehr mit dem Drama als mit der Komödie liebäugelt.“ Das „Starke Buch“, bei dem Sönke Lars Neuwöhner die „vordergründig zwar tragische, aber doch überschaubare Geschichte mit einem unerwarteten Hintergrund“ verknüpfe, sei von Reinhard Münster „unspektakulär, aber überaus fesselnd“ inszeniert.
Die Redaktion von TV Spielfilm beurteilt den Krimi mit dem „Daumen nach oben“ und meint lobend: „Gediegene Fernsehware, die sich nach routiniertem Auftakt zur emotionalen Tragödie aufschwingt.“ Fazit: „Etwas aufgesetzt, kommt aber in Fahrt.“